# 朱达人
朱达人（1936年9月—），男，汉族，江苏江阴人，中华人民共和国政治人物，曾任中共上海市委常委，上海市公安局局长、党委书记，上海市政协副主席。